# V540 Возничего
V540 Возничего (лат. V540 Aurigae) — двойная затменная переменная звезда типа Алголя (EA:) в созвездии Возничего на расстоянии приблизительно 5192 световых лет (около 1592 парсеков) от Солнца. Видимая звёздная величина звезды — от +15,21m до +14,98m.

## Характеристики
Первый компонент — жёлтая звезда спектрального класса G. Радиус — около 1,9 солнечного, светимость — около 2,36 солнечных. Эффективная температура — около 5197 К.